# Trets
Trets ist eine französische Gemeinde mit 10.933 Einwohnern (Stand 1. Januar 2022) im Département Bouches-du-Rhône in der Region Provence-Alpes-Côte d’Azur.

## Geografie
Die Gemeinde liegt 22 Kilometer südöstlich von Aix-en-Provence. Sie ist Hauptort eines Kantons. Teile des Gemeindegebietes gehören zum Regionalen Naturpark Sainte-Baume.

## Geschichte
Das heutige Gemeindegebiet ist seit der Jungsteinzeit besiedelt. In der Frühgeschichte gab es  hier so genannte Oppida. Während der Römerzeit entstehen viele Villen, begünstigt durch die Lage an der Via Aurelia. Im 10. Jahrhundert erwarben Benediktinermönche einen Teil des Grundes. In der Mitte des 11. Jahrhunderts entstehen zwei Städte: Ein Ort bildete sich rund um die Herrscherburg auf den Hügeln und das heutige Trets entstand in der Ebene. Um das Jahr 1200 wurde bei Trets eine mächtige Burg errichtet. Im frühen 13. Jahrhundert organisierten sich die Bewohner von Trets gemeindeähnlich und wählten ihre Vertreter. In dieser Zeit entstand rund um die Kapelle Saint-Martin de Vidols ein neuer Vorort. Im 14. Jahrhundert entstand eine Stadtmauer um den Ort. 1363 befand sich in Trets sogar kurzzeitig eine päpstliche Hochschule. Zu diesem Zeitpunkt war die Stadt eine der bedeutendsten in der Provence. Im 16. Jahrhundert erlebte die reiche Stadt ihren Niedergang: Die Burg wurde aufgegeben, der Vorort rund um die Kapelle Saint Martin verschwand. Am 29. Juli 1590 kam es während der Hugenottenkriege in Trets zu einer Schlacht zwischen Katholiken und Protestanten. Im 17. Jahrhundert erlebte die Stadt durch Gerbereien und Webereien eine neue Blüte.

### Bevölkerungsentwicklung
| Jahr      | 1962 | 1968 | 1975 | 1982 | 1990 | 1999 | 2007   | 2016   | 2021   |
| Einwohner | 2957 | 3250 | 3674 | 4735 | 7900 | 9314 | 10.239 | 10.919 | 10.678 |

## Sehenswürdigkeiten
- Kirche Notre-Dame-de-Nazareth aus dem 12. Jahrhundert
- Synagoge aus dem 12. Jahrhundert
- Mittelalterliche Burg
- Einsiedelei St. Jean du Puy

## Verkehr
Die A8 führt durch das Gemeindegebiet. Aix-en-Provence und Marseille sind problemlos erreichbar.